# Aeroportul Internațional Qurghonteppa
Aeroportul Internațional Qurghonteppa (IATA: KQT, ICAO: UTDT) este un aeroport din Tadjikistan ce deservește zona Bokhtar. A fost numit după zona deservită.
Situat la o altitudine de 2 m, aeroportul dispune de o singură pistă.